# Porjus
För den populärvetenskapliga tidskriften Bårjås, se Bårjås.
Porjus (lulesamiska: Bårjås med betydelsen segel) är en tätort i Porjus distrikt (Jokkmokks socken) i Jokkmokks kommun, Lappland, Norrbottens län. Samhället kom till i början av 1900-talet i samband med att Porjus kraftverk byggdes här i Stora Luleälv, vid utloppet av Stora Lulevatten åren 1910–1915. Åren 1971–1982 byggdes den nya kraftstationen.
Porjus är den minsta av Jokkmokks kommuns tre tätorter och genomkorsas av Lule älv, E45 och Inlandsbanan. Porjus är även ett eget riktnummerområde med riktnumret 0973.

## Historia

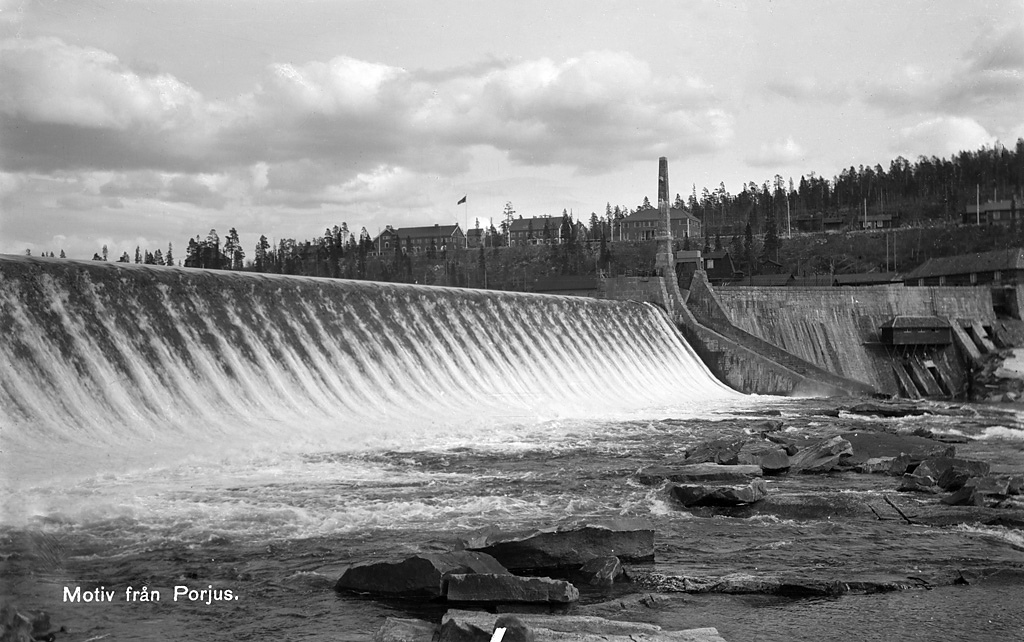
Porjus vattenkraftverk.

Ett mindre nybygge fanns tidigare på platsen, men i samband med uppförandet av Porjus kraftverk 1910–1915 uppkom ett kraftverk på Lule älvs östra strand.
Ställverksbyggnaden vid Porjus gamla kraftstation blev byggnadsminnesmärkt 1986 och var då ett av de första byggnadsminnena med anknytning till 1900-talets industrialisering. Den gamla kraftstationen, invigd 8 februari 1915, är idag museum.
I kraftverksbyggets skugga växte ett provisoriskt samhälle upp, som var tänkt att bestå bara under anläggningsperioden, som beräknades till fyra år. Allt fler funktioner tillkom för att snabbt täcka behoven för en stor stab anläggningsarbetare och tjänstemän. Resultatet blev ett i vissa delar välplanerat samhälle, där Vattenfallsstyrelsen stod för såväl bostäder som annan service, men i andra delar oreglerad kåkbebyggelse. 
Precis som de flesta andra kraftverkssamhällena skulle samhället enligt planen avvecklas efter kraftverkets färdigställande, men Porjus kvarblev och hade som mest 3 000 invånare.
Ett av de första företagen som var kopplade till kraftverket var Porjus smältverk, anlagt 1917–1919.

### Befolkningsutveckling

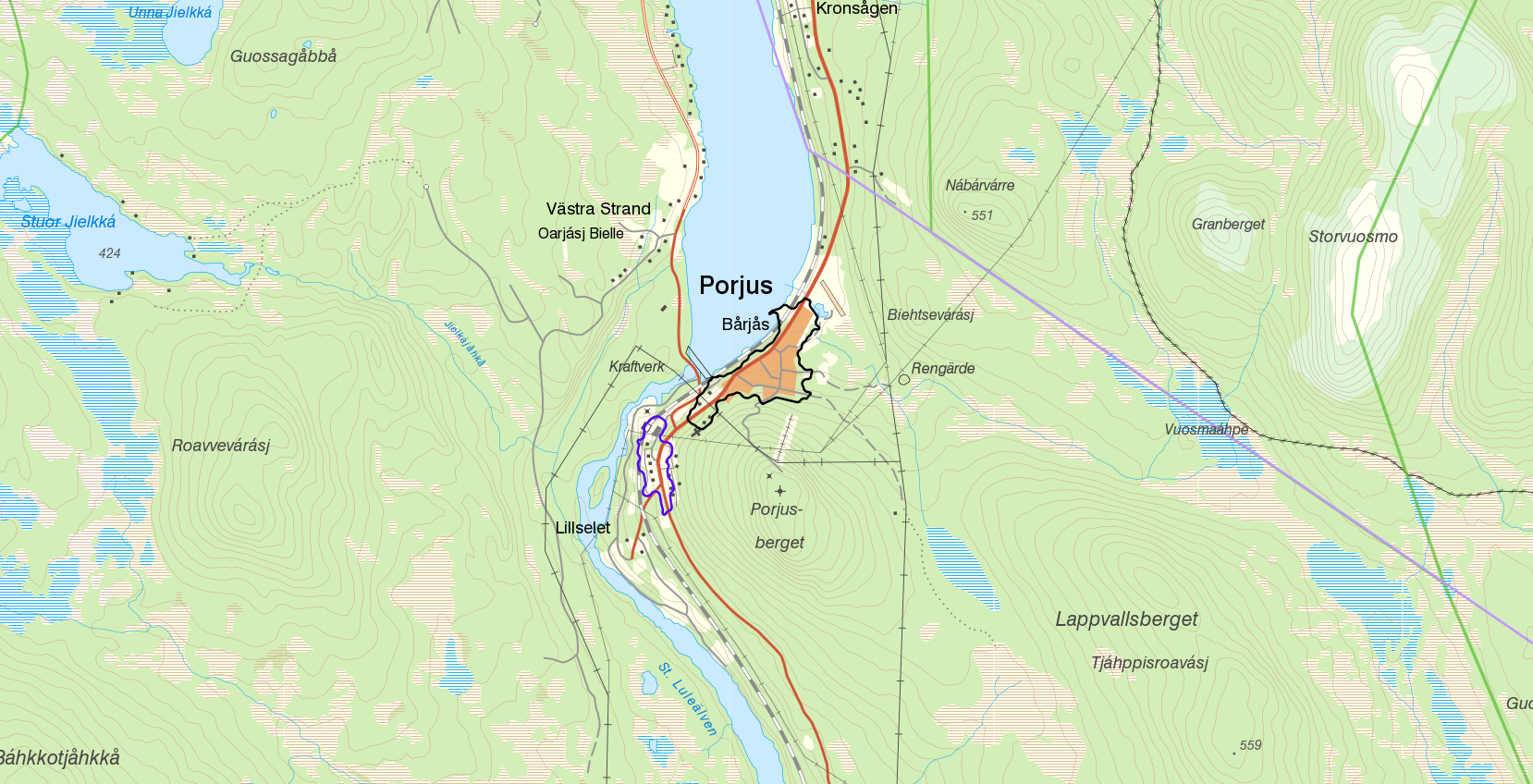
Den i Porjus av Statistiska centralbyrån avgränsade tätorten och småorten med gränserna från tätorts- och småortsavgränsningen 2015.

| Befolkningsutvecklingen i Porjus 1920–2020                                                           | Befolkningsutvecklingen i Porjus 1920–2020 | Befolkningsutvecklingen i Porjus 1920–2020 | Befolkningsutvecklingen i Porjus 1920–2020 | Befolkningsutvecklingen i Porjus 1920–2020 |
| --- | ------------------------------------------ | ------------------------------------------ | ------------------------------------------ | ------------------------------------------ |
| |                                            |                                            |                                            |                                            |
| År                                                                                                   |                                            |                                            | Folkmängd                                  | Areal (ha)                                 |
| 1920                                                                                                 | 1920                                       |                                            | 1 650                                      | ##                                         |
| 1930                                                                                                 | 1930                                       |                                            | 916                                        | ##                                         |
| 1935                                                                                                 | 1935                                       |                                            | 929                                        | ##                                         |
| 1940                                                                                                 | 1940                                       |                                            | 1 144                                      | ##                                         |
| 1945                                                                                                 | 1945                                       |                                            | 1 176                                      | ##                                         |
| 1950                                                                                                 | 1950                                       |                                            | 1 197                                      | ##                                         |
| 1960                                                                                                 | 1960                                       |                                            | 924                                        |                                            |
| 1965                                                                                                 | 1965                                       |                                            | 768                                        |                                            |
| 1970                                                                                                 | 1970                                       |                                            | 616                                        |                                            |
| 1975                                                                                                 | 1975                                       |                                            | 603                                        |                                            |
| 1980                                                                                                 | 1980                                       |                                            | 591                                        |                                            |
| 1990                                                                                                 | 1990                                       |                                            | 512                                        | 71                                         |
| 1995                                                                                                 | 1995                                       |                                            | 483                                        | 73                                         |
| 2000                                                                                                 | 2000                                       |                                            | 325                                        | 73                                         |
| 2005                                                                                                 | 2005                                       |                                            | 319                                        | 74                                         |
| 2010                                                                                                 | 2010                                       |                                            | 328                                        | 74                                         |
| 2015                                                                                                 | 2015                                       |                                            | 240                                        | 45                                         |
| 2020                                                                                                 | 2020                                       |                                            | 265                                        | 46                                         |
| Anm.: Småorten Porjus (södra delen) utbruten 2015. ## Som tätort/befolkningsagglomeration 1920–1950. |                                            |                                            |                                            |                                            |

## Dagens Porjus

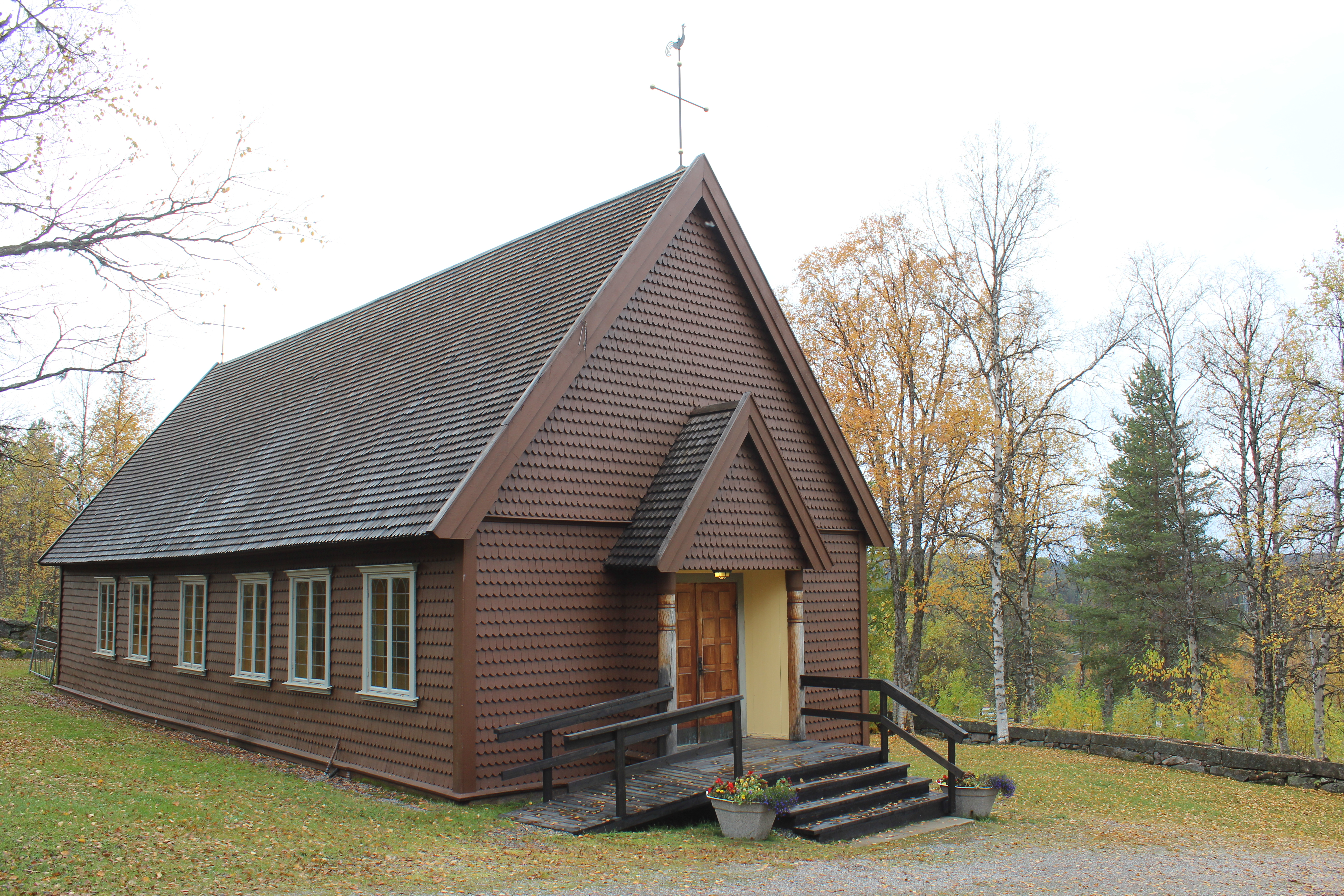
Porjus kyrka.

I Porjus finns skola, kyrka, sporthall, kiosk, bensinstation, affär och golfbana (som drivs av Porjus GK). Den tidigare stationsbyggnaden inrymmer numera en restaurang Arctic Colors, ett fotografiskt centrum med framför allt norrskensfotografi som inriktning. I anslutning till stationsbyggnaden finns även ett vandrarhem.

## Kända personer från Porjus
- Carl-Henric Svanberg
- Birgitta Svendén